# Val-de-Vesle
Val-de-Vesle – miejscowość i gmina we Francji, w regionie Grand Est, w departamencie Marna.
Według danych na rok 1990 gminę zamieszkiwało 678 osób, a gęstość zaludnienia wynosiła 18 osób/km².